# Gilberto Simoni
Gilberto Simoni (Palù di Giovo, 25 augustus 1971) is een Italiaans voormalig wielrenner. Zijn bijnaam was Gibo.
Simoni was een ronderenner, al moest hij het vooral hebben van de bergetappes. In de tijdritten verloor hij vaak veel tijd op de concurrenten. Twee keer won Simoni de Ronde van Italië, daarnaast behaalde hij in alle grote rondes etappezeges. Na de Ronde van Italië 2010 beëindigde hij zijn profcarrière.

## Carrière
Zijn beste UCI-positie behaalde Simoni in 2001, toen hij vijfde werd. Hij boekte dat jaar acht overwinningen.
In 2001 en 2003 won Simoni de Ronde van Italië. In de Ronde van Frankrijk wist hij zijn beloftes echter nooit in te lossen. Dit heeft vooral te maken met zijn voorkeur voor steile beklimmingen, die in Frankrijk schaarser zijn. Zijn beste prestatie in de Tour behaalde hij in 2003, toen hij de koninginnenrit won naar Loudenvielle.
In de Ronde van Italië 2004 werd Simoni, op dat moment nog rijdend voor Saeco, uitgespeeld als kopman. Het was echter zijn 22-jarige ploegmaat Damiano Cunego die de ronde won. De relatie tussen de twee renners was al snel erg slecht. In de 18e etappe ging het mis, toen Cunego zijn ploegmaat én kopman Simoni terughaalde en uiteindelijk zelf won. Simoni noemde Cunego in een interview met de Gazzetta dello Sport een idioot en ook daarna konden de twee, die later voor verschillende ploegen reden, het niet goed met elkaar vinden.
In 2007 wilde Simoni nog een keer top zijn in "zijn" Giro d'Italia. Hij had lange tijd zicht op een podiumplaats, maar werd in de afsluitende tijdrit door Eddy Mazzoleni alsnog naar de vierde plaats in het eindklassement verwezen. Toch zei Simoni niet ontevreden te zijn over zijn prestaties, waaronder wederom een zege op de Monte Zoncolan.
Simoni legde zich vanaf het seizoen 2006 ook weer toe op het mountainbiken en was ook daarin succesvol. In 2006 werd hij derde in de Ronde van Italië en raakte in een heftig conclaaf met winnaar Ivan Basso
In 2010 maakte 'Gibo' bekend dat hij nog een keer de Ronde van Italië wilde rijden, maar het duurde lang voordat hij een contract tekende, wat hij uiteindelijk deed bij de Lampre-Farnese Vini. Dit was een tijdelijk contract alleen voor de Giro. Dit betekende dat hij weer in een ploeg reed met Cunego, alleen was deze keer Cunego als absolute leider aangewezen door de ploegleiding. Simoni kwam niet verder dan een 69e plaats in de eindrangschikking en een 2e plaats in een van de laatste bergetappes.

## Belangrijkste overwinningen
1989
- Eindklassement Giro della Lunigiana, Junioren

1991
- Eindklassement Giro della Regione Friuli Venezia Giulia

1992
- Eindklassement Ronde van de Aostavallei

1993
- Eindklassement Baby Giro
- Italiaans kampioenschap voor amateurs op de weg
- Eindklassement Giro della Regione Friuli Venezia Giulia

1997
- 1e etappe Ronde van Trentino

1999
- 4e etappe Ronde van Zwitserland

2000
- 14e etappe Ronde van Italië
- Ronde van Emilia
- 16e etappe Ronde van Spanje

2001
- 4e etappe Ronde van Romandië
- 20e etappe Ronde van Italië
- Eindklassement Ronde van Italië
- 20e etappe Ronde van Spanje
- Wiener Radfest
- Japan Cup

2002
- 11e etappe Ronde van Italië

2003
- Koers in Dun-le-Palestel
- 2e etappe Ronde van Trentino
- Eindklassement Ronde van Trentino
- Ronde van de Apennijnen
- 12e, 14e en 19e etappe Ronde van Italië
- Eindklassement Ronde van Italië
- Puntenklassement Ronde van Italië
- GP SBS-Miasino-Mottarone
- 14e etappe Ronde van Frankrijk

2004
- 3e etappe Ronde van Italië
- GP SBS-Miasino-Mottarone
- Ronde van Veneto
- Ronde van Lazio

2005
- 5e etappe Parijs-Nice
- Ronde van de Apennijnen
- Memorial Marco Pantani
- Staromestské Kriterium (Praag)
- Ronde van Emilia

2006
- Carate Brianza

2007
- 17e etappe Ronde van Italië

2009
- 3e etappe Ronde van Mexico

## Resultaten in voornaamste wedstrijden
| Jaar | Ronde van Italië | Ronde van Frankrijk | Ronde van Spanje |
| ---- | ---------------- | ------------------- | ---------------- |
| 1995 | opgave           | opgave              |                  |
| 1997 |                  | 116e                |                  |
| 1998 | 58e              |                     | 19e              |
| 1999 | ↑                |                     |                  |
| 2000 | ↑ (1)            |                     | 29e (1)          |
| 2001 | ↑ (1)            |                     | 36e (1)          |
| 2002 | opgave (1)       |                     | 10e              |
| 2003 | ↑ (3)            | 84e (1)             |                  |
| 2004 | ↑ (1)            | 17e                 |                  |
| 2005 | ↑                |                     | 50e              |
| 2006 | ↑                | 59e                 |                  |
| 2007 | 4e (1)           |                     |                  |
| 2008 | 9e               |                     |                  |
| 2009 | 22e              |                     |                  |
| 2010 | 69e              |                     |                  |

| Jaar | Milaan-San Remo | Luik-Bast.‑Luik | Ronde van Lombardije | Waalse Pijl |  | WK op de weg |  | Wereldranglijsten |
| ---- | --------------- | --------------- | -------------------- | ----------- |  | ------------ |  | ----------------- |
| 1995 |                 |                 |                      |             |  |              |  |                   |
| 1997 |                 |                 |                      |             |  |              |  |                   |
| 1998 |                 |                 | 6e                   |             |  |              |  |                   |
| 1999 |                 |                 | 24e                  |             |  |              |  |                   |
| 2000 |                 |                 |                      |             |  |              |  |                   |
| 2001 |                 |                 |                      |             |  | 38e          |  |                   |
| 2002 |                 |                 | 14e                  |             |  |              |  |                   |
| 2003 |                 |                 |                      |             |  |              |  |                   |
| 2004 |                 |                 |                      |             |  |              |  |                   |
| 2005 |                 |                 | ↑                    |             |  |              |  | 12e (UPT)         |
| 2006 | 139e            | 22e             |                      |             |  |              |  | 43e (UPT)         |
| 2007 |                 | 24e             | 24e                  | 20e         |  |              |  | 38e (UPT)         |
| 2008 |                 |                 | 35e                  |             |  |              |  |                   |
| 2009 |                 |                 |                      |             |  |              |  | 253e (UWK)        |
| 2010 |                 |                 |                      |             |  |              |  |                   |